# Современная галерея (Загреб)
Современная галерея в Загребе (хорв. Moderna Galerija) — художественный музей в столице Хорватии городе Загребе; значительное и ценное собрание произведений изобразительного искусства, скульптуры и рисунков хорватских художников ХІХ — XX веков; значительный культурно-просветительский центр страны. Музейные фонды насчитывают около 10 000 художественных произведений, размещенных с 1934 года в историческом дворце Враничаны (Vranyczany) в центре города, с видом на Зриневац. Дополнительная галерея музея — студия Иосифа Рачича по улице Маргаретской, 3.
Режим работы музейного учреждения:
- с понедельника по субботу — с 10:00 до 18:00;
- по воскресеньям — с 10:00 до 13:00;
- закрыт на праздники и в праздничные дни.

Директор музея — Бисерка Раутер-Планчич (Biserka Rauter Plančić).

## История
Предтечей Современной галереи в Загребе (вначале под названием «Национальная галерея хорватского искусства») принято считать основанное в начале 1900-х годов Художественное общество с картинами и скульптурами, приобретенными его членами, в том числе на пожертвования от епископа Штросмаера.
В 1899 году Изидор Кршнявы выступил перед участниками Художественного общества в Загребе с идеей создания галереи. Его предложение было зафиксировано в специальном Уставе Выставки (хорв. Pravilnik za društvene izložbe) от 1901 года. Весной 1905 года были приобретены три произведения искусства для будущих фондов Современной галереи, это событие считается официальной датой её основания. Однако, музейная коллекция росла постепенно, и музей не был открыт для общественности до 1914 года, ютясь в единственной комнате нынешнего Этнографического музея и доступная тем, кто проявлял к ней особый интерес.
Поскольку собрание постоянно увеличивалось, в 1934 году Галерея переехала в нынешнее здание — дворец Враничаны на Зриневаце, и находится там, за исключением перерыва во время Второй мировой войны, до сих пор. Дворец был построен по проекту венского архитектора Отто Гофера архитектором Ферди Кондратом в 1882 году для барона Луйо Враничаны (Lujo Vranyczany). С конца XIX века здание часто меняло владельцев, несколько раз реконструировалось. В течение многих лет дворец Враничаны был связан с рядом известных деятелей культурной, политической и экономической жизни Хорватии. С его балкона в ноябре 1884 года епископ Йосип Юрай Штросмаер наблюдал за торжествами в честь по случаю открытия галереи его имени.
Дворец пережил полную реконструкцию в период 1993—2005, когда для публики была открыта нынешняя экспозиция. Два этажа дворца были отведены под современно оборудованную галерею, что демонстрирует постоянную коллекцию хорватской современной живописи и скульптуры. В полностью отреставрированных исторических залах Современной галереи разместили экспозицию «Двести лет хорватского искусства (1800—2000)», репрезентативную подборку 650—700 лучших работ художников, скульпторов и медальеров. Современная галерея в Загребе стала самым известным и самым полным музеем современного искусства в Хорватии. Ретроспективы и персональные выставки работ известных хорватских художников устраиваются в музее с конца 1960-х годов, также в музее проводят тематические выставки хорватского и европейского современного искусства.

## Коллекции
Загребская Современная галерея имеет богатое и важное собрание произведений хорватского искусства XIX—XX веков. Сегодня музейные фонды насчитывают около 10 тысяч экспонатов, включая картины, скульптуры, рисунки и графические работы, медальоны и медали, а также авторские художественные фотографии и образцы новейшего медийного арта. Более 700 произведений искусства находятся в постоянной экспозиции, размещенной на двух этажах дворца и главной лестнице, освещая творчество отдельных художников, а также с указанием их места в хорватской культуре. Кроме основной постоянной экспозиции, в Современной галерее Загреба проходят специальные выставки, как хорватских, так и зарубежных художников. Галерея публикует монографии о художниках, альбомы их работ, в частности в серии под названием «Современное хорватское искусство».
В загребской Современной галерее представлены работы таких выдающихся югославских и хорватских художников:
| - Любо Бабич - Воин Бакич (Vojin Bakić) - Петар Баришич (Petar Barišić) - Иво Декович (Ivo Deković) - Марьян Детони - Иво Дульчич (Ivo Dulčić) - Душан Джамоня - Владимир Бецич - Влахо Буковац - Владимир Гашпарич-Гапо (Vladimir Gašparić Gapo) - Вилько Гецан (Vilko Gecan) - Йосип Генералич (Josip Generalić) - Отон Глиха - Крсто Хегедушич - Любо Иванчич (Ljubo Ivančić) - Франц Яшке (Franz Jaschke) - Василие Йосип Йордан (Vasilije Josip Jordan) - Лео Юнек (Leo Junek) - Векослав Карас - Иво Кердич (Ivo Kerdić) - Златко Кесер (Zlatko Keser) - Йосип Кларица (Josip Klarica) | - Славко Копач (Slavko Kopač) - Кузьма Ковачич (Kuzma Kovačić) - Мирослав Кралевич - Франьо Кршинич (Frano Kršinić) - Ватрослав Кулиш (Vatroslav Kuliš) - Фердинанд Кульмер (Ferdinand Kulmer) - Иван Лесяк (Ivan Lesjak) - Тихомир Лончар (Tihomir Lončar) - Никола Машич (Nikola Mašić) - Иван Мештрович - Матко Миич (Matko Mijić) - Карло Миич (Karlo Mijić) - Роберт Франгеш Миханович (Robert Frangeš Mihanović) - Еролим Мише - Антун Мотика (Antun Motika) - Едо Муртич - София Налетилич-Пенавуша (Sofija Naletilić Penavuša) - Золтан Новак (Zoltan Novak) - Младен Пеякович (Mladen Pejaković) - Иван Пицель (Ivan Picelj) - Димитриє Попович (Dimitrije Popović) - Златко Прица - Фердо Кикерес (Ferdo Quiquerez), | - Мирко Рацки (Mirko Racki) - Йосип Рачич - Слава Рашкай - Иван Рендич - Иво Режек (Ivo Režek) - Бранко Ружич (Branko Ružić) - Джуро Седер (Đuro Seder) - Миленко Станчич (Miljenko Stančić) - Милан Штайнер (Milan Steiner) - Далибор Стошич (Dalibor Stošić) - Михаель Строй (Mihael Stroy) - Габриель Ступица (Gabrijel Stupica) - Иво Шебаль (Ivo Šebalj) - Златко Шулентич (Zlatko Šulentić) - Марино Тарталья (Marino Tartaglia) - Мария Уевич (Marija Ujević) - Миловой Узелац (Milivoj Uzelac) - Владимир Варлай (Vladimir Varlaj) - Емануель Видович (Emanuel Vidović) - Златан Врклян (Zlatan Vrkljan) - Йосип Цанки (Josip Zanki) - Иван Заше (Ivan Zasche). |